# جيمس هارست
جيمس هارست (بالإنجليزية: James Hearst)‏ هو شاعر أمريكي، ولد في 8 أغسطس 1900، وتوفي في 27 يوليو 1983.